# Cavisomatidae
Cavisomatidae is een familie in de taxonomische indeling van de haakwormen, ongewervelde en parasitaire wormen die meestal 1 tot 2 cm lang worden. Cavisomatidae werd in 1932 beschreven door Anton Meyer.